# 五島市立三井楽中学校
五島市立三井楽中学校（ごとうしりつ みいらくちゅうがっこう）は、長崎県五島市三井楽町濱ノ畔（はまのくり）にある公立中学校。略称は「三中」。

## 概要
歴史
1947年（昭和22年）の学制改革により新制中学校として創立。2012年（平成24年）に創立65周年を迎えた。
校訓
「明朗・実践・創造」
校章
「中」の文字を図案化したもの。
校歌
作詞は島内八郎、作曲は山口健作による。歌詞は3番まであり、各番に「三井楽」が登場する。
校区
住所表記で五島市三井楽町の後に「濱ノ畔、大川、高崎、柏、嶽、渕ノ元、塩水、丑ノ浦、波砂間、濱窄、貝津」が続く地区。
小学校区は五島市立三井楽小学校。

## 沿革
- 1947年（昭和22年）
  - 4月1日 - 学制改革（六・三制の実施）が行われる。
    - 三井楽国民学校の初等科が改組され、「三井楽町立三井楽小学校」となる。
    - 三井楽国民学校の高等科と三井楽青年学校の普通科が改組され、新制中学校「三井楽町立三井楽中学校」が発足。
      - 青年学校の校舎および小学校校舎の5教室を中学校の仮校舎とする。初代校長に泉学二が就任。

  - 4月23日 - 開校式を挙行。9学級体制でスタートする。
  - 8月 - 講演会が結成される。
- 1949年（昭和24年）4月 - PTAが結成される。
- 1950年（昭和25年）
  - 6月 - 5教室を増築。
  - 9月 - 放送設備を設置。
- 1951年（昭和26年）7月 - 3教室を増築。
- 1955年（昭和30年）2月 - 学校林を設定。
- 1956年（昭和31年）5月 - 自家発電装置を設置。
- 1961年（昭和36年）
  - 2月 - 校歌を制定。
  - 9月 - 校旗を制定。
- 1962年（昭和37年）
  - 4月 - 生徒数が最大の788名を記録する。
  - 7月 - 鉄筋コンクリート造2階建て校舎（4教室）が完成。
  - 8月 - 女子制服を制定。
- 1963年（昭和38年）10月 - ミルク給食を開始。
- 1965年（昭和40年）2月 - 体育館が完成。
- 1966年（昭和41年）7月 - ブラスバンド部を創設。
- 1968年（昭和43年）4月 - 特殊学級を開設。
- 1970年（昭和45年）2月 - 鉄筋コンクリート造2階建て校舎（7教室）が完成。
- 1971年（昭和46年）8月 - 運動場を拡張。
- 1972年（昭和47年）6月 - 牛乳給食を開始。
- 1976年（昭和51年）5月 - 5教室を増築。
- 1980年（昭和55年）8月 - 運動場を整備。
- 1981年（昭和56年）2月 - 武道館が完成。
- 1993年（平成5年）10月 - 校舎の改築が完了。
- 1998年（平成10年）10月 - ふれあい教室を開設。
- 1999年（平成11年）9月 - コンピュータを設置。
- 2001年（平成13年）2月 - 新体育館（現体育館）が完成。
- 2002年（平成14年）6月 - 完全給食を開始。
- 2004年（平成16年）8月1日 - 五島市の発足により、「五島市立三井楽中学校」（現校名）に改称。
- 2010年（平成22年）6月 - 校舎の耐震化工事が完了。

## 部活動
運動部
- 軟式野球部
- 剣道部
- バレーボール部（女）

## 交通アクセス
最寄りのバス停
- 五島自動車（五島バス）「三井楽中学校前」バス停

最寄りの道路
- 国道384号
- 長崎県道233号貝津濱ノ畔線

## 周辺
- 五島市役所 三井楽支所（旧・三井楽町役場）
- 五島市立三井楽小学校
- 五島市消防本部三井楽出張所
- 五島市国民健康保険三井楽診療所
- 天満神社
- 留任山神社
- 良永寺
- 遣唐使ふるさと館
- 白良ヶ浜海水浴場

## 参考資料
- 「三井楽町郷土誌」（1988年（昭和63年）9月20日, 三井楽町）p. 436 -